# Жълтопетнист нощен гущер
Жълтопетнистите нощни гущери (Lepidophyma flavimaculatum) са вид влечуги от семейство Нощни гущери (Xantusiidae).
Разпространени са във влажните гори на Централна Америка.
Таксонът е описан за пръв път от Андре Мари Констан Дюмерил през 1851 година.

## Подвидове
- Lepidophyma flavimaculatum flavimaculatum
- Lepidophyma flavimaculatum ophiophthalmum
- Lepidophyma flavimaculatum tehuanae
- Lepidophyma flavimaculatum tenebrarum